# Varnava (Safonov)
Varnava (světským jménem: Vasilij Alexejevič Safonov; * 21. února 1957, Troickij) je ruský duchovní Ruské pravoslavné církve a arcibiskup pavlodarský a ekibastuzský.

## Život
Narodil se 21. února 1957 v chutoru (malé venkovské osídlení) Troickij v Urjupinském rajónu Volgogradské oblasti.
V letech 1972–1974 studoval na středním odborném učilišti č. 1 v Urjupinsku a v letech 1975–1977 sloužil v řadách Sovětské armády. Poté pracoval v rybářské flotile ve městě Nachodka.
Roku 1978 začal studovat na Moskevském duchovním semináři a poté na Moskevské duchovní akademii, kterou dokončil roku 1985. Obhájil kandidátskou práci „Fenomén náboženského sekularismu“.
Dne 2. listopadu 1979 byl přijat jako poslušník do Trojicko-sergijevské lávry a 28. února 1980 byl představeným lávry archimandritou Ieronimem (Zinovjevem) postřižen na monacha se jménem Varnava.
Dne 20. července 1980 byl arcibiskupem Volodymyrem (Sabodanem) rukopoložen na hierodiakona a 14. března 1982 na jeromonacha.
Dne 4. dubna 1987 byl povýšen na igumena.
V letech 1988–1991 sloužil v Optině Pustyň a monastýru Danilov v Moskvě. Dne 10. ledna 1990 byl jmenován ekonomem Danilovského monastýru s povýšením na archimandritu.
Dne 1. dubna 1991 byl ustanoven představeným Sanaksarského monastýru v saranské eparchii.
Dne 6. října 2010 jej Svatý synod zvolil biskupem pavlodarským a usť-kamenogorským. Dne 12. listopadu 2010 byl v Patriarchální rezidenci v Moskvě oficiálně jmenován biskupem a 14. listopadu proběhla v chrámu Krista Spasitele v Moskvě jeho biskupská chirotonie. Světiteli byli patriarcha moskevský Kirill, metropolita krutický a kolomenský Juvenalij (Pojarkov), metropolita saranský a mordovský Varsonofij (Sudakov), metropolita astanský a kazachstánský Alexandr (Mogiljov), arcibiskup sibirský a melekesský Prokl (Chazov), arcibiskup sergijevo-posadský Feognost (Guzikov), biskup Atanasije (Jevtič) (Srbská pravoslavná církev), biskup tiraspolský a dubǎsarský Sava (Volkov), biskup južnosachalinský a kurilský Daniil (Dorovskich), biskup solněčnogorský Sergij (Čašin), biskup narvský Lazar (Gurkin) a biskup ruzajevský Kliment (Rodajkin).
Dne 5. října 2011 mu byl v souvislosti se zřízením usť-kamenogorské eparchie změněn titul na biskup pavlodarský a ekibastuzský.
Dne 6. května 2022 byl při liturgii v chrámu Krista Spasitele povýšen patriarchou Kirillem na arcibiskupa.